# Кефаль-рамада
Кефаль-рамада (лат. Chelon ramada) — вид морских лучепёрых рыб из семейства кефалевых.

## Описание
Длина тела до 60 см, обычно 20-40 см. Тело удлинённое, невысокое, едва сжатое с боков, покрыто крупной чешуёй. На голове мелкая чешуя почти достигает верхней губы. Жировые веки зачаточные. Боковая линия отсутствует, но в чешуе сторон тела бывают одинарные бороздки системы боковой линии. Голова короткая, уплощённая, рот широкий. Верхняя губа тонкая, её ширина посередине составляет менее половины диаметра глаза. Хвостовой плавник с большой выемкой. Спина серовато-голубая или серовато-зеленоватая, бока серебристо-серые, брюхо серебристое. По бокам проходят 6-7 серовато-буроватых, с синеватым отливом продольных полос.

## Ареал
Распространение вида: Восточная Атлантика от южной части Норвегии до Южной Африки (Наталь), Средиземное и Чёрное моря.
Отмечалась у берегов Крыма (Севастополь), а также в северо-западной части Чёрного моря (район устья Дуная, 1946—1947 года). В 2006 году 1 особь добыта вблизи Балаклавской бухты.

## Биология
Морская стайная, быстрая и пугливая рыба. Нагуливается в прибрежных участках моря, заходя в заливы, лагуны, опреснённые приустьевые и устьевые воды рек, но размножается в море. Половой зрелости достигает на 3-4-м годах жизни: самцы при длине тела 33-37 см, самки при длине тела 38-41 см. Питается поверхностной плёнкой дна, детритом, планктоном и мелкими беспозвоночными животными.